# 我在时间尽头等你
《我在时间尽头等你》是由姚婷婷执导，江志强监制，根据郑执同名原著小说改编，由李鸿其、李一桐主演的奇幻爱情电影。原定于2020年2月14日情人节上映，由于疫情推迟。同年8月25日七夕节在中国大陆公映。同年9月17日在香港公映。2021年1月15日在台湾公映。

## 剧情
本片講述的是林格（李鴻其 飾）爲拯救被一場意外奪去生命的邱倩（李一桐 飾），用能夠穿越時空的一支手錶回到過去。兩人的命運被時空不斷重置，發生不可逆轉的改變。

## 演員表
| 演員   | 角色   | 介紹 |
| 李鴻其 | 林格   | 邱倩的青梅竹馬 第一世的时候与于小时候搬家的邱倩重新相逢并彼此暧昧，正欲向邱倩告白时 邱倩因车祸被送进医院，最后宣告不治，正在自己懊悔及伤心欲绝之时，眼泪无意间滑落至手表的表面，触发了手表的时空装置，来到了第二个时空。第二世，自己并不知道自己已经改变了时空，直到发现这个时空里完全没有自己的痕迹后，才发现自己已改变了原有的历史，而邱倩也已不认识自己，林格决定以新的身份重新与邱倩相识，最终成功与邱倩终成眷属，并即将踏入婚姻的殿堂，但邱倩却在练习芭蕾舞时不幸因意外去世，林格才发现只要自己不与邱倩有任何关系，就能够让邱倩平安的活下去，最终再次触发手表的时空装置，并且由于手表的副作用，使自己更加的衰老了。第三世，林格在发现邱倩后，即使不舍但决定不再打扰邱倩，林格接着与自己（第一世）的父亲见了面，并从中得知父亲其实并不是自己所想的酒鬼，而是爱老婆爱孩子的好爸爸，在那之后，林格接手了一间店铺，打算开始新生活，而因为衰老的关系，自己的记忆开始出现问题，为了避免自己忘记邱倩，开始以写日记记录与邱倩的点点滴滴，直到有一天与邱倩再次遇见，林格在烟花下再次与其重新相识，并与其一起看雪，期间林格把装有自己所记录用的本子的外套披在邱倩的身上，这也使邱倩觉得林格似曾相似，但林格没有正面回应其，直到隔天与邱倩再次遇见，而邱倩已经发现了记录本里的内容，并记起自己与林格的点点滴滴，与其相认并再次与林格相恋，并且成功与林格喜结连理，但之后邱倩却因抢劫而再次死亡，林格在之后再次触发了时间装置，自己也随之变得更加的衰老。第四世，林格成为了剧院的管理员，因发现下雨而把伞交给已经成为芭蕾舞者的邱倩，但之后自己却因为身体原因而昏倒，在被邱倩送进医院后，护士把林格的工作证递给邱倩，想让她到林格的家里看林格平时都吃什么药，邱倩到林格的家后，再次看见了那本记录本，在与林格（第一世）的好友联络后，发现林格（第一世）的好友都不认识林格（第四世），但在他们的帮助下，邱倩再次记起所有的记忆包括前几世的记忆，最后她来到医院与林格相认，但林格的身体已经接近极限了，在与邱倩相认后，自己也离开了人世。最后邱倩也启动了时间装置，而手表也过度使用而爆开了。第五世，林格与自己（第一世）的好友在学校里嬉笑打闹，无意中撞到了一名女老师，女老师手上的书也跌了下来，林格马上拾起来并递给那名女老师，而那位老师，正是邱倩 |
| 李一桐 | 邱倩   | 芭蕾舞蹈員 |
| 張超   | 吳航   | 邱倩高中同學和未婚夫 |
| 范偉   | 林立國 | 林格父親 |
| 羅輯   | 大黃   | 林格好友 |
| 郭欣禹 | 丁游   | 林格好友 |

## 歌曲
| 曲序 | 曲目                                 |          | 作曲     | 演唱   |
| ---- | ------------------------------------ | -------- | -------- | ------ |
| 1.   | 我在時間盡頭等你（主题曲）           | 唐恬     | 鄧智偉   | 楊宗緯 |
| 2.   | 在你不知道的時間裏愛你很久（片尾曲） | 莫非定律 | 莫非定律 | 徐佳瑩 |
| 3.   | 在相遇之前愛上你（插曲）             | 胡志敏   | 鄧智偉   | 李一桐 |

## 票房
- 2020年8月25日，七夕节首映日，单日票房突破2.7亿元人民币。[9]
- 2020年9月20日，票房突破5亿元人民币。[10]